# کلودیو پاریس
کلودیو پاریس (انگلیسی: Claudio Paris؛ زادهٔ ۳۱ مارس ۱۹۷۱) بازیکن فوتبال اهل آرژانتین است.
از باشگاه‌هایی که در آن بازی کرده‌است می‌توان به باشگاه فوتبال پروجا، باشگاه فوتبال استودیانتس، باشگاه فوتبال نیولز اولد بویز، و باشگاه فوتبال راسینگ کلوب آویاندا اشاره کرد.